# Hamed Ali
Hamed Ali (arab. ‏حامد علي‎, ur. 12 stycznia 1956) – saudyjski lekkoatleta, sprinter.
Brał udział w biegu na 200 metrów oraz sztafetach 4 × 100 metrów i 4 × 400 metrów na Letnich Igrzyskach Olimpijskich 1976.